# Neotrichia kitae
Neotrichia kitae är en nattsländeart som beskrevs av Ross 1941. Neotrichia kitae ingår i släktet Neotrichia och familjen smånattsländor. Inga underarter finns listade i Catalogue of Life.